# 孫鑰
孫鑰，字允防，浙江鄞縣人，明朝政治人物。

## 生平
成化二十二年（1486年），孫鑰中式丙午科浙江鄉試第一名舉人。官直隸宜興縣儒學訓導，弘治五年（1492年）任壬子科江西鄉試主考官。

## 引用
1. ↑  《弘治五年壬子科江西鄉試錄》：考試官 直隸淮安府山陽縣儒學教諭柯德賛，廷賛，福建莆田縣人，癸卯貢士；直隸常州府宜興縣儒學訓導 孫鑰，允防，浙江鄞縣人，丙午貢士。